# Gran Premi de Mònaco del 2021
El Gran Premi de Mònaco de Fórmula 1, la quinta cursa de la temporada 2021, va ser disputat al Circuit de Montecarlo del 20 al 23 de maig del 2021.

## Qualificació
La qualificació es va celebrar el dia 22 de maig.
| Pos                 | No | Pilot              | Constructor           | Part 1   | Part 2   | Part 3   | Sortida |
| ------------------- | -- | ------------------ | --------------------- | -------- | -------- | -------- | ------- |
| 1                   | 16 | Charles Leclerc    | Ferrari               | 1:11.113 | 1:10.597 | 1:10.346 | 1       |
| 2                   | 33 | Max Verstappen     | Red Bull-Honda        | 1:11.124 | 1:10.650 | 1:10.576 | 2       |
| 3                   | 77 | Valtteri Bottas    | Mercedes              | 1:10.938 | 1:10.695 | 1:10.601 | 3       |
| 4                   | 55 | Carlos Sainz Jr.   | Ferrari               | 1:11.324 | 1:10.806 | 1:10.611 | 4       |
| 5                   | 4  | Lando Norris       | McLaren-Mercedes      | 1:11.321 | 1:11.031 | 1:10.620 | 5       |
| 6                   | 10 | Pierre Gasly       | AlphaTauri-Honda      | 1:11.560 | 1:11.179 | 1:10.900 | 6       |
| 7                   | 44 | Lewis Hamilton     | Mercedes              | 1:11.622 | 1:11.116 | 1:11.095 | 7       |
| 8                   | 5  | Sebastian Vettel   | Aston Martin-Mercedes | 1:12.078 | 1:11.309 | 1:11.419 | 8       |
| 9                   | 11 | Sergio Pérez       | Red Bull-Honda        | 1:11.644 | 1:11.019 | 1:11.573 | 9       |
| 10                  | 99 | Antonio Giovinazzi | Alfa Romeo-Ferrari    | 1:11.658 | 1:11.409 | 1:11.779 | 10      |
| 11                  | 31 | Esteban Ocon       | Alpine-Renault        | 1:11.740 | 1:11.486 |          | 11      |
| 12                  | 3  | Daniel Ricciardo   | McLaren-Mercedes      | 1:11.747 | 1:11.598 |          | 12      |
| 13                  | 18 | Lance Stroll       | Aston Martin-Mercedes | 1:11.979 | 1:11.600 |          | 13      |
| 14                  | 7  | Kimi Räikkönen     | Alfa Romeo-Ferrari    | 1:11.899 | 1:11.642 |          | 14      |
| 15                  | 63 | George Russell     | Williams-Mercedes     | 1:12.016 | 1:11.830 |          | 15      |
| 16                  | 22 | Yuki Tsunoda       | AlphaTauri-Honda      | 1:12.096 |          |          | 16      |
| 17                  | 14 | Fernando Alonso    | Alpine-Renault        | 1:12.205 |          |          | 17      |
| 18                  | 6  | Nicholas Latifi    | Williams-Mercedes     | 1:12.366 |          |          | 18      |
| 19                  | 9  | Nikita Mazepin     | Haas-Ferrari          | 1:12.958 |          |          | 19      |
| 107% Temps:1:15.903 |    |                    |                       |          |          |          |         |
|                     | 47 | Mick Schumacher    | Haas-Ferrari          | S/Temps  |          |          | 201     |
| Font:               |    |                    |                       |          |          |          |         |

Notes
- ^1 – Mick Schumacher no va participar de la qualificació degut a un accident ocorregut en la tercera sessió de entrenaments lliures, més fou autoritzat a córrer a criteri dels comissionaris.[4]

## Resultats després de la cursa
La cursa va ser realitzada en el dia 23 de maig.
| Pos                                                               | No | Pilot              | Constructor           | Voltes | Temps / Retirada | Pos.Sortida | Punts |
| ----------------------------------------------------------------- | -- | ------------------ | --------------------- | ------ | ---------------- | ----------- | ----- |
| 1                                                                 | 33 | Max Verstappen     | Red Bull-Honda        | 78     | 1:38:56.820      | 2           | 25    |
| 2                                                                 | 55 | Carlos Sainz Jr.   | Ferrari               | 78     | +8.968           | 4           | 18    |
| 3                                                                 | 4  | Lando Norris       | McLaren-Mercedes      | 78     | +19.427          | 5           | 15    |
| 4                                                                 | 11 | Sergio Pérez       | Red Bull-Honda        | 78     | +20.490          | 9           | 12    |
| 5                                                                 | 5  | Sebastian Vettel   | Aston Martin-Mercedes | 78     | +52.591          | 8           | 10    |
| 6                                                                 | 10 | Pierre Gasly       | AlphaTauri-Honda      | 78     | +53.896          | 9           | 8     |
| 7                                                                 | 44 | Lewis Hamilton     | Mercedes              | 78     | +1:08.231        | 7           | 71    |
| 8                                                                 | 18 | Lance Stroll       | Aston Martin-Mercedes | 77     | +1 volta         | 13          | 4     |
| 9                                                                 | 31 | Esteban Ocon       | Alpine-Renault        | 77     | +1 volta         | 11          | 2     |
| 10                                                                | 99 | Antonio Giovinazzi | Alfa Romeo-Ferrari    | 77     | +1 volta         | 10          | 1     |
| 11                                                                | 7  | Kimi Räikkönen     | Alfa Romeo-Ferrari    | 77     | +1 volta         | 14          |       |
| 12                                                                | 3  | Daniel Ricciardo   | McLaren-Mercedes      | 77     | +1 volta         | 12          |       |
| 13                                                                | 14 | Fernando Alonso    | Alpine-Renault        | 77     | +1 volta         | 17          |       |
| 14                                                                | 63 | George Russell     | Williams-Mercedes     | 77     | +1 volta         | 15          |       |
| 15                                                                | 6  | Nicholas Latifi    | Williams-Mercedes     | 77     | +1 volta         | 18          |       |
| 16                                                                | 22 | Yuki Tsunoda       | AlphaTauri-Honda      | 77     | +1 volta         | 16          |       |
| 17                                                                | 9  | Nikita Mazepin     | Haas-Ferrari          | 75     | +3 voltes        | 19          |       |
| 18                                                                | 47 | Mick Schumacher    | Haas-Ferrari          | 75     | +3 voltes        | 20          |       |
| Ret                                                               | 77 | Valtteri Bottas    | Mercedes              | 29     | Neumàtic         | 3           |       |
| Ret                                                               | 16 | Charles Leclerc    | Ferrari               | 0      | No llargò        | 1           |       |
| Volta ràpida: Lewis Hamilton (Mercedes) – 1:12.909 (en el lap 69) |    |                    |                       |        |                  |             |       |
| Font:                                                             |    |                    |                       |        |                  |             |       |

Notes
- ^1 – Inclòs punt extra per volta ràpida.

## Classificació després de la cursa
| Pos. | Pilot           | Punts | Canvis |
| ---- | --------------- | ----- | ------ |
| 1    | Max Verstappen  | 105   | 1      |
| 2    | Lewis Hamilton  | 101   | 1      |
| 3    | Lando Norris    | 56    | 1      |
| 4    | Valtteri Bottas | 47    | 1      |
| 5    | Charles Leclerc | 44    | 1      |

| Pos. | Constructor           | Punts | Canvis |
| ---- | --------------------- | ----- | ------ |
| 1    | Red Bull-Honda        | 149   | 1      |
| 2    | Mercedes              | 148   | 1      |
| 3    | McLaren-Mercedes      | 80    | =      |
| 4    | Ferrari               | 78    | =      |
| 5    | Aston Martin-Mercedes | 21    | 2      |